# Uma2rman

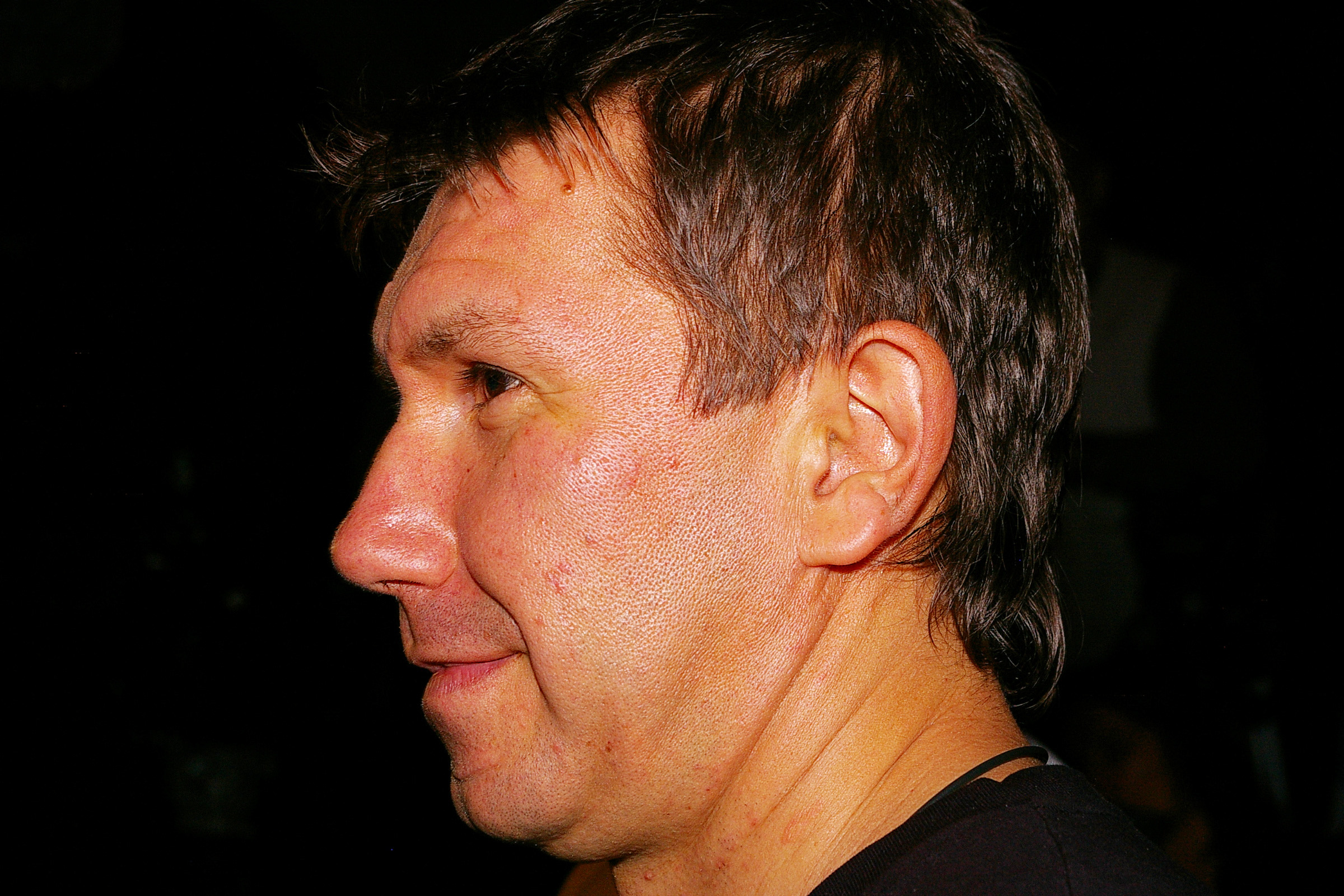
Sergei Kristovski, 2009

Uma2rman (Ума2рман en ruso, también escrito Uma2rmaH y pronunciado Umaturman) es un grupo musical ruso originario de Nizhni Nóvgorod formado por Sergei y Vladimir Kristovsky. En 2004 publicaron su primer álbum V Gorode N. Más tarde se unirían a la banda, Aleksei Ernst al piano, Sergei Solodkin a la batería, y Aleksei Kozharov y Yuri Terletsky a las guitarras. El mismo año, fueron nominados a los MTV Music Awards por el Mejor Grupo de Rusia junto con t.A.T.u y Gorod 312, pero lo perdieron en detrimento de Dima Bilan.
En el álbum V Gorode N, se encuentra el tema central de la película Nochnoi Dozor, solo disponible en la edición rusa del DVD (Región 5). En el mismo CD se encuentra una pista dedicada a la actriz Uma Thurman, de la que Vladimir se enamoró. En el sencillo, Thurman se queja de la manera de beber que tiene Quentin Tarantino y le tiene que lanzar una reprimenda por su comportamiento. Finalmente la actriz y el cantante se conocieron por vez primera en la premier de Kill Bill 2 en Moscú, Thurman declaró estar encantada de conocerlo.
El grupo lo componen aparte de los vocalistas: Dmitry Kozlov, Ruslan Semenov, Yuri Terletskiy, Vladislav Cherednichenko, Aleksei Kaplun, Sergei Solodkin, and Stanislav Veretenov.

## Discografía
- V gorode N (2004)
- A mozhet, eto son? (2005)
- Kuda privodyat mechty (2008)
- 1825 (2009)
- V etom gorode vse sumasshedshie (2011)